# ولیکا رکا
ولیکا رکا (به لاتین: Velika Reka}} یک منطقهٔ مسکونی در صربستان است که در Mali Zvornik واقع شده‌است.